# Intel VT
 (avril 2015).
Vanderpool est le nom de code d'un microprocesseur réalisé par Intel et présenté pour la première fois à l'IDF (Intel Developer Forum) de San José (Californie) entre le 16 et le 18 septembre 2003.
Il embarque une technologie, l'Intel VT, de partition processeur permettant d'exécuter plusieurs systèmes d'exploitation en même temps sur la même puce. Un « super-BIOS » fait l'interface avec la puce et permet d'exécuter les différents systèmes d'exploitation simultanément.
Ainsi, selon New Scientist : 
« La puce permettra à de futurs ordinateurs de faire fonctionner Windows XP en même temps que Linux ou le système d'exploitation d'Apple, aussi facilement que les ordinateurs d'aujourd'hui font fonctionner Word et Internet Explorer simultanément. »
La technologie Vanderpool est maintenant disponible sous le nom VT-x (Virtual Technology) sur les plateformes IA-32. Intel prévoit d'ajouter le support d'EPT (Extended Page Table) dans l'architecture Nehalem.

## Variantes de technologies VT-x
| Variante de VT-x | Description / Divers                                                                                           | Processeurs compatibles |
| ---------------- | --- | ----------------------- |
| VT-c             | Virtualisation de communication : employée pour le réseau                                                      | Afficher                |
| VT-d             | Adressage direct par le système invité des cartes installées dans l'ordinateur où fonctionne le « super-BIOS » | Afficher                |

Notez que la technologie VT-d permet l'accès direct aux différents chipsets (carte graphique, ethernet, son, etc.) détectés par le « super-BIOS » via le bus de données (PCI, PCIe, etc.). Toutefois celle-ci doit être aussi acceptée par le chipset principal de la carte mère. Ainsi toute carte (…) présente dans l'ordinateur sera vue en intégralité par le système hébergé (on dit aussi « invité » ou domU…). Le gain qu'apporte la technologie VT-d (ne pas confondre avec VT-x ou VT-c) se mesure en performance temps machine, de fiabilité du « super-BIOS » et des systèmes d'exploitation invités…
Pour pouvoir employer le VT-d (de VT-x) il est important d'avoir une carte mère compatible VT-d. Autrement dit : câblée VT-x.